# Van Amersfoort Racing
Van Amersfoort Racing är ett nederländskt racingstall som för närvarande tävlar i Formel 2-mästerskapet, Formel 3-mästerskapet, det regionala Formel-EM och det italienska F4-mästerskapet.
Noterbara tidigare förare för teamet inkluderar Max Verstappen, Charles Leclerc, Anthoine Hubert, Callum Ilott, Mick Schumacher, Giedo van der Garde, Jos Verstappen, Christijan Albers, Richie Stanaway, Marcel Albers, Tom Coronel, Renger van der Zande, Joey Alders, Dennis Hauger och Franco Colapinto.